# Begonia meyeri-johannis
Begonia meyeri-johannis là một loài thực vật có hoa trong họ Thu hải đường. Loài này được Engl. mô tả khoa học đầu tiên năm 1892.